# 玄奘之路
《玄奘之路》是一部中国大陆佛教题材纪录片，拍摄于2006年，首播于2011年。由金铁木执导，曲向东制片，王新源主演，讲述了唐朝高僧玄奘的一生。